# Елинген (Средња Франконија)
Елинген (њем. Ellingen) град је у њемачкој савезној држави Баварска. Једно је од 27 општинских средишта округа Вајсенбург-Гунценхаузен. Према процјени из 2010. у граду је живјело 3.690 становника. Посједује регионалну шифру (AGS) 9577125.

## Географски и демографски подаци
Елинген се налази у савезној држави Баварска у округу Вајсенбург-Гунценхаузен. Град се налази на надморској висини од 394-461 метра. Површина општине износи 31,2 km². У самом граду је, према процјени из 2010. године, живјело 3.690 становника. Просјечна густина становништва износи 118 становника/km².

## Међународна сарадња
| Мјесто | Држава     | Врста сарадње | Од    |
| ------ | ---------- | ------------- | ----- |
| Еланж  | Луксембург | контакт       | 1985. |
| Извор  |            |               |       |